# Кафана Кичево
Кафана Кичево, која је носила и име Гостионица Кичево или Хотел Кичево била је једна од познатијих кафана у старом Београду. Налазила се у Београду, у Црногорској улици бр. 14. Саграђена је у првоj половини ХIХ века, а 1933. године је срушена. Кафана је било место бројних туча па  је тако позната и као Крвава кафана. Кафана је имала и пекарницу, власт устабаше Димчета, који је био председник фурунџијског еснафа. Кафана је срушена 1933. због градње Александровог моста.

## О кафани
Подаци о настанку кафане нису познати. Једини података који се зна, везан за кафану је да је најстарији познати власник Кичева био јужњак Димче старешина пекарског заната. Он је водио кафану 1880-их година, док је 1920-их кафану држао Радован М. Лојаничић. Одмах поред кафане налазила се ћевабџиница и пекара. Кафана Кичево је временом мењала своје титуле, била је и хотел, и гостионица... У једном периоду кафану су долазили лађари и обалски радници, па су туче биле честе и било је и крви, па су је многи звали и Крвава кафана. Кафана је срушена 1933. године да би се изградио Мост краља Александра. Приликом рушења пронађено је доста новчаница, ножева и људске кости.
Један новинар Политике је рекао да скоро да нема Београђанина који није познавао кафаницу Кичево, која је имала накривљени кров и оријентални изглед.

## Архитектура
Грађевина и плац  на коме се налазила кафана Кичево су неправилног облика. Зграда је имала приземље и спрат који је ишао целом дужином фасаде. Кров је био направљен у оријенталном стилу. Главна фасада је била у Карађорђевој улици, а ту је био и улаз у кафану. Један прозор је био на приземљу, а два на спрату, испод којих је стајао назив фирме. У приземљу је била гостионица, а на спрату су биле собе за издавање. Кафана је једно време била хотел.

## Галерија
- Кафана Кичево на старој фотографији
- Кафану Кичево на фресци насликао је и Младен Јосић 1932. (Народни музеј у Београду)
- Зумирано